# Mayriella
Mayriella é um gênero de insetos, pertencente a família Formicidae.

## Espécies
- Mayriella abstinens
- Mayriella ebbei
- Mayriella granulata
- Mayriella hackeri
- Mayriella overbecki
- Mayriella sharpi
- Mayriella spinosior
- Mayriella transfuga
- Mayriella venustula